# Nowe Gliwice

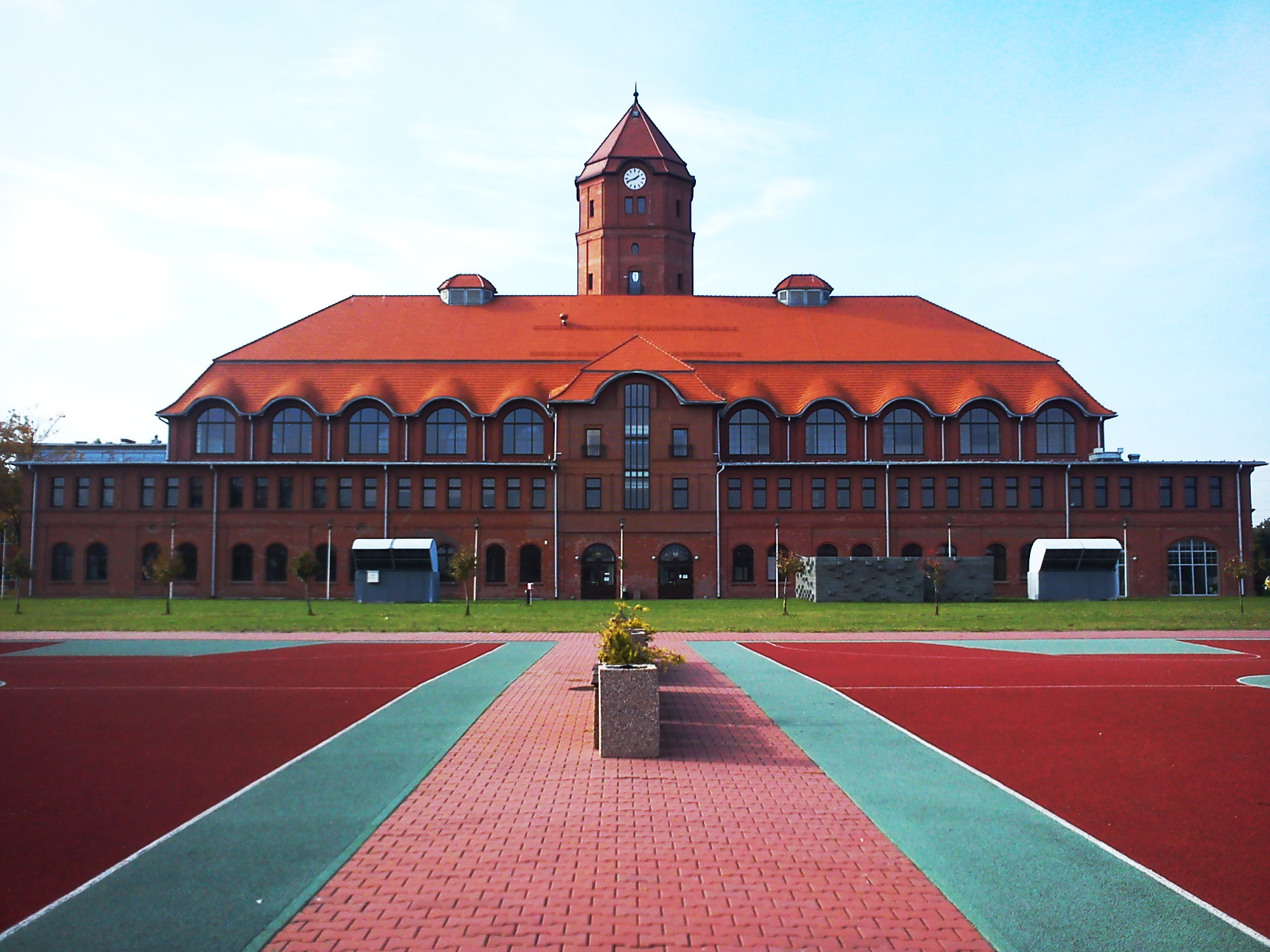
Odnowiony budynek cechowni w Nowych Gliwicach

Nowe Gliwice – tereny byłej kopalni węgla kamiennego Gliwice, które po rewitalizacji zostały przekształcone w Centrum Edukacji i Biznesu. Kompleks jest zarządzany przez Górnośląski Akceleraror Przedsiębiorczości Rynkowej sp. z o.o.

## Informacje ogólne
Na terenie o powierzchni 15,86 ha położonym w dzielnicy Trynek powstały między innymi strefa aktywności gospodarczej i inkubator przedsiębiorczości. W skład kompleksu wchodzą: 
- Willa - zajmowana niegdyś przez dyrektora kopalni i związki zawodowe, obecnie mieści powierzchnie biurowe,
- Dyrekcja Kopalni - nowy budynek, wybudowany na fundamentach budynku dyrekcji, wyposażony w sale dydaktyczne,
- Cechownia - znajdują się w niej sale i laboratoria dla kursantów firmy EMT-Systems,
- Maszynownia - mieści powierzchnie biurowe, magazynowe oraz salę konferencyjno-szkoleniową,
- Inkubator Nowych Gliwic - budynek biurowy, zajmowany przez inwestorów prowadzących działalność w zakresie nowych technologii.[1]

Adaptowane budynki cechowni (z charakterystyczną 45-metrową wieżą) oraz maszynowni powstały w latach 1912–1914 według projektu Emila i Georga Zillmannów.
Projekt rewitalizacji opracowała firma Mexem z siedzibą w Gliwicach.